# Lill-Svarttjärnen (Degerfors socken, Västerbotten)
Lill-Svarttjärnen är en sjö i Vindelns kommun i Västerbotten och ingår i Umeälvens huvudavrinningsområde.